# Nacionalidad estadounidense
La nacionalidad estadounidense o ciudadanía estadounidense es el estatus de una persona física como miembro legal de los Estados Unidos. Implica derechos, privilegios, inmunidades y beneficios económicos incluida la asistencia federal. De acuerdo con la Cláusula de Ciudadanía de la Decimocuarta Enmienda a la Constitución, una persona es ciudadana estadounidense automáticamente al nacer en los Estados Unidos (excepto si uno de los padres es funcionario de una embajada extranjera en Estados Unidos), al nacer en otro país siendo hijo de padres o abuelos estadounidenses o habiendo nacido en otro país a través de un proceso de nacionalización; uno de los ejemplos históricos más famosos fue la nacionalización estadounidense del científico Albert Einstein en 1940.
La nacionalidad estadounidense no se define por la obligación de participar en la política, pagar impuestos, obedecer en el ejército si así lo desean, sino más bien la nacionalidad es un vínculo jurídico que identifica a una persona con un conjunto de derechos, incluido el derecho a vivir y trabajar en los Estados Unidos, así como recibir los servicios del gobierno.
La agencia gubernamental encargada de tramitar las solicitudes de nacionalización estadounidense de extranjeros es el Servicio de Ciudadanía e Inmigración de los Estados Unidos (abreviado como USCIS). La mayoría de personas que se someten a un proceso de nacionalización lo hacen para obtener el permiso para vivir y trabajar en el país legalmente. Para solicitar la nacionalidad estadounidense, un extranjero debe haber residido legalmente en los Estados Unidos por cinco años (tres si está casado con un ciudadano estadounidense), no debe haber cometido delitos, debe ser una persona de «buena moral» a juicio de los oficiales de inmigración, debe presentar un examen de idioma inglés y de conocimientos en educación cívica y aceptar su adhesión a la Constitución de los Estados Unidos.  La legislación estadounidense permite la doble nacionalidad, por lo que se permite a los ciudadanos de los Estados Unidos tener la nacionalidad de otro país al mismo tiempo. El gobierno puede decretar la pérdida de la nacionalidad estadounidense de una persona o cualquier ciudadano puede renunciar a la nacionalidad estadounidense, por ejemplo Garry Davis y Glen Roberts. Una vez ha sido retirada la ciudadanía estadounidense a una persona, es posible restaurarla.

## Nacionales no ciudadanos
No todas las personas con nacionalidad estadounidense son ciudadanos estadounidenses. Las personas nacidas o descendientes de personas nacidas en "posesiones extranjeras" son nacionales pero no ciudadanos de los Estados Unidos. Actualmente dichos territorios son Samoa Americana y la Isla Swains. Puerto Rico tuvo dicho estatus hasta 1917, las Islas Vírgenes Estadounidenses hasta 1927 y Guam hasta 1950, desde entonces los nacidos allí y sus descendientes son también ciudadanos de los Estados Unidos. Las Filipinas tuvo dicho estatus hasta 1946, tras lo cual se independizó de los Estados Unidos.
A diferencia de las personas nacidas en Samoa Americana, las personas nacidas en Puerto Rico, Guam, las Islas Vírgenes de los Estados Unidos y las Islas Marianas del Norte (a partir del 4 de noviembre de 1986) tienen la ciudadanía estadounidense desde el nacimiento, ya que el Congreso ha otorgado este estatus por ley.
Las personas nacidas en las Islas Marianas del Norte antes del 4 de noviembre de 1986 obtuvieron automáticamente la ciudadanía estadounidense en esa fecha, pero podían optar por renunciar a la ciudadanía estadounidense y convertirse en ciudadanos no nacionales de los Estados Unidos dentro de los 6 meses posteriores al 4 de noviembre de 1986 o la fecha en que cumplieron 18 años, la que fuera más tarde.
Las personas con nacionalidad estadounidense tienen derecho a residir y trabajar en cualquier parte de los Estados Unidos. También pueden obtener pasaporte estadounidense. Sin embargo, no pueden participar en elecciones como votantes ni como candidatos. Los nacionales estadounidenses pueden naturalizarse del mismo modo que los extranjeros.

## Ciudadanía honorífica
Ocho personas han recibido la ciudadanía honorífica estadounidense, otorgada por el presidente de los Estados Unidos o por un Acto Legislativo del Congreso:
- Winston Churchill
- Raoul Wallenberg
- William Penn y Hannah Callowhill Penn
- Teresa de Calcuta
- General La Fayette
- Kazimierz Pułaski
- Bernardo de Gálvez